# Меч и весы
Меч и весы (фр. Le glaive et la balance, итал. Uno dei tre) — французский криминальный фильм 1963 года режиссера Андре Кайата.

## Сюжет
Джонни, Жан-Филипп и Франсуа с виллы на побережье Французской Ривьеры похищают маленького мальчика с целью выкупа. Мать-миллионерша готова заплатить и просит полицию не вмешиваться до возвращения ребенка, поскольку похитители угрожают убить мальчика. Двое преступников с выкупом пытаются на лодке сбежать в Италию и тогда полиция начинает погоню. Окруженные со всех сторон, двое мужчин скрываются на острове в заброшенном маяке. Мальчика находят мертвым, но кто убийца?